# 1976-os labdarúgó-Európa-bajnokság (selejtező)
Az 1976-os labdarúgó-Európa-bajnokság selejtezőit 1974 és 1976 között játszották.
A csoportkörben a 32 válogatottat nyolc csoportba osztották. A mérkőzéseket oda-visszavágós rendszerben játszották le. A győzelem 2 pontot, a döntetlen 1 pontot ért, a vereségért nem járt pont. A nyolc csoportelső továbbjutott a negyeddöntőbe.
A negyeddöntőben négy párosítást sorsoltak, a csapatok oda-visszavágós rendszerben mérkőztek meg egymással. A négy győztes jutott be az Európa-bajnokság záró szakaszába.

## Játékvezetők
Az UEFA Játékvezető Bizottsága (JB) a torna mérkőzéseinek levezetésére 31 nemzeti szövetség 82 játékvezetőjét bízta meg – a labdarúgó-partbíróként tevékenykedő játékvezetők száma plusz 216 fő –, akik 108 találkozón, legjobb szakmai felkészültségükkel szolgálták a labdarúgást. A nemzeti szövetségek sorában a németek 8 bírója 11 mérkőzést vezetett, további 5 nemzet 4-4 játékvezetője 28 összecsapást koordinált, 3-3 bírót 7 nemzet – köztük a magyarok – delegálhattak. Kiemelkedő mérkőzésszámot kaptak az olasz és a belga Labdarúgó-szövetség nemzetközi játékvezetői, szövetségenként 7-7 találkozón fújhatták a sípot.
Egy bíró, az osztrák Paul Schiller 4 mérkőzésen, az olasz játékvezetők közül kettő – Alberto Michelotti és Sergio Gonella – 3 összecsapáson, közte Sergio Gonella a döntőben is szerepet kapott, 2 mérkőzést 13 játékvezető irányíthatott, közte a svájci Walter Hungerbühler a bronzmeccset, a többség 68 bíró, egy találkozón szolgálta játékvezetőként a labdarúgást. Egy olyan játékvezető – a török Hilmi Ok kapott a negyeddöntőkben szerepet, aki a csoportselejtezők idején nem működött játékvezetőként.
- Erik Axelryd
- Erik Fredriksson
- Charles Corver
- Leo van der Kroft
- Theodorus Boosten
- Palotai Károly
- Emsberger Gyula
- Petri Sándor
- Gheorghe Limona
- Nicolae Rainea
- Alfred Delcourt
- Vital Loraux
- Robert Schaut
- Jan Peeters
- Anton Bucheli
- Walter Hungerbühler
- Jean Dubach
- Paul Schiller
- Erich Linemayr
- Heinz Einbeck
- Joachim Weyland
- Ferdinand Biwersi
- Wolfgang Riedel
- Walter Eschweiler
- Adolf Prokop
- Rudolf Glöckner
- Klaus Ohmsen
- Alberto Michelotti
- Sergio Gonella
- Riccardo Lattanzi
- Doğan Babacan
- Ertuğrul Dilek
- Hilmi Ok
- Norbert Rolles
- Antoine Queudeville
- Albert Victor
- Kenneth Burns
- Robert Matthewson
- John Keith Taylor
- Patrick Partridge
- Robert Davidson
- Ian Foote
- John Paterson
- Alastair McKenzie
- Thomas Reynolds
- Clive Thomas
- Eric Smyton
- Malcolm Wright
- Marian Środecki
- Marian Kustoń
- Richard Casha
- Paul Bonett
- Edgar Pedersen
- Henning Lund-Sørensen
- Preben Christophersen
- Dušan Maksimović
- Milivoje Gugulović
- Marjan Rauš
- Michel Kitabdjian
- Robert Héliès
- Robert Wurtz
- René Vigliani
- Pavel Nyikolajevics Kazakov
- John Carpenter
- Miroslav Kopal
- Michal Jursa
- Martti Hirviniemi
- Anders Mattsson
- Ángel Franco Martínez
- Pablo Sánchez Ibáñez
- Antonio Camacho Jimenez
- Kósztasz Xanthúlisz
- Nikólaosz Zlatánosz
- Cesar Correia
- António Garrido
- Magnús Pétursson
- Guðjón Finnbogason
- Rolf Nyhus
- Svein Inge Thime
- Nikola Milanov Doudine
- Petar Nikolov
- Cvetan Sztanev

## Csoportok
| Színmagyarázat                |
| ----------------------------- |
| Továbbjutott a negyeddöntőbe. |

Az időpontok helyi idő szerint értendők.

### 1. csoport
| Csapat        | M | Gy | D | V | G+ | G– | Gk  | P |
| ------------- | - | -- | - | - | -- | -- | --- | - |
| Csehszlovákia | 6 | 4  | 1 | 1 | 15 | 5  | +10 | 9 |
| Anglia        | 6 | 3  | 2 | 1 | 11 | 3  | +8  | 8 |
| Portugália    | 6 | 2  | 3 | 1 | 5  | 7  | −2  | 7 |
| Ciprus        | 6 | 0  | 0 | 6 | 0  | 16 | −16 | 0 |

|               | Ciprusi Köztársaság | Csehszlovákia | Anglia | Portugália |
| ------------- | ------------------- | ------------- | ------ | ---------- |
| Ciprus        |                     | 0–3           | 0–1    | 0–2        |
| Csehszlovákia | 4–0                 |               | 2–1    | 5–0        |
| Anglia        | 5–0                 | 3–0           |        | 0–0        |
| Portugália    | 1–0                 | 1–1           | 1–1    |            |

| 1974. október 30. 19:45 |

| Anglia                   | 3–0               | Csehszlovákia |
| ------------------------ | ----------------- | ------------- |
| Channon 72' Bell 80' 83' | (0–0) Jegyzőkönyv |               |

| Wembley Stadion, London Nézőszám: 83 858 Játékvezető: Michel Kitabdjian (francia) |

| 1974. november 20. 19:45 |

| Anglia | 0–0         | Portugália |
| ------ | ----------- | ---------- |
|        | Jegyzőkönyv |            |

| Wembley Stadion, London Nézőszám: 84 461 Játékvezető: Anton Bucheli (svájci) |

| 1975. április 16. 19:45 |

| Anglia                       | 5–0               | Ciprus |
| ---------------------------- | ----------------- | ------ |
| MacDonald 3' 32' 52' 56' 87' | (2–0) Jegyzőkönyv |        |

| Wembley Stadion, London Nézőszám: 68 245 Játékvezető: Martti Hirviniemi (finn) |

| 1975. április 20. 17:00 |

| Csehszlovákia                            | 4–0               | Ciprus |
| ---------------------------------------- | ----------------- | ------ |
| Panenka 10' 35' 57' (11-esből) Masný 78' | (2–0) Jegyzőkönyv |        |

| Letenský Stadion, Prága Nézőszám: 4994 Játékvezető: Heinz Einbeck (keletnémet) |

| 1975. április 30. 17:00 |

| Csehszlovákia                              | 5–0               | Portugália |
| ------------------------------------------ | ----------------- | ---------- |
| Bičovský 11' 22' Nehoda 25' 46' Petráš 52' | (3–0) Jegyzőkönyv |            |

| Letenský Stadion, Prága Nézőszám: 12 034 Játékvezető: Ferdinand Biwersi (nyugatnémet) |

| 1975. május 11. 16:45 |

| Ciprus | 0–1               | Anglia    |
| ------ | ----------------- | --------- |
|        | (0–1) Jegyzőkönyv | Keegan 6' |

| Tsirion Stadium, Limassol Nézőszám: 15 708 Játékvezető: Tsvetan Stanev (bolgár) |

| 1975. június 8. 16:45 |

| Ciprus | 0–2               | Portugália           |
| ------ | ----------------- | -------------------- |
|        | (0–1) Jegyzőkönyv | Nené 25' Moínhos 89' |

| Tsirion Stadium, Limassol Nézőszám: 8615 Játékvezető: Gheorghe Limona (román) |

| 1975. október 30. 14:00 |

| Csehszlovákia        | 2–1               | Anglia      |
| -------------------- | ----------------- | ----------- |
| Nehoda 45' Galis 46' | (1–1) Jegyzőkönyv | Channon 27' |

| Tehelné Pole (Slovan), Pozsony Nézőszám: 50 651 Játékvezető: Alberto Michelotti (olasz) |

A mérkőzést eredetileg 1975. október 29-én játszották, de a 17. percben, 0–0-s állásnál köd miatt félbeszakadt.
| 1975. november 12. 21:30 |

| Portugália | 1–1               | Csehszlovákia |
| ---------- | ----------------- | ------------- |
| Nené 7'    | (1–1) Jegyzőkönyv | Ondruš 6'     |

| Estádio das Antas, Oporto Nézőszám: 38 000 Játékvezető: Charles Corver (holland) |

| 1975. november 19. 21:00 |

| Portugália        | 1–1               | Anglia      |
| ----------------- | ----------------- | ----------- |
| Rui Rodrigues 16' | (1–1) Jegyzőkönyv | Channon 42' |

| Estádio José Alvalade, Lisssabon Nézőszám: 60 000 Játékvezető: Erich Linemayr (osztrák) |

| 1975. november 23. 14:45 |

| Ciprus | 0–3               | Csehszlovákia                    |
| ------ | ----------------- | -------------------------------- |
|        | (0–3) Jegyzőkönyv | Nehoda 9' Bičovský 27' Masný 33' |

| Tsirion Stadium, Limassol Nézőszám: 13 000 Játékvezető: Petri Sándor (magyar) |

| 1975. december 3. 21:00 |

| Portugália | 1–0               | Ciprus |
| ---------- | ----------------- | ------ |
| Alves 20'  | (1–0) Jegyzőkönyv |        |

| Estádio do Bonfim, Setúbal Nézőszám: 4000 Játékvezető: Richard Casha (máltai) |

### 2. csoport
| Csapat       | M | Gy | D | V | G+ | G– | Gk  | P  |
| ------------ | - | -- | - | - | -- | -- | --- | -- |
| Wales        | 6 | 5  | 0 | 1 | 14 | 4  | +10 | 10 |
| Magyarország | 6 | 3  | 1 | 2 | 15 | 8  | +7  | 7  |
| Ausztria     | 6 | 3  | 1 | 2 | 11 | 7  | +4  | 7  |
| Luxemburg    | 6 | 0  | 0 | 6 | 7  | 28 | −21 | 0  |

|              | Ausztria | Magyarország | Luxemburg | Wales |
| ------------ | -------- | ------------ | --------- | ----- |
| Ausztria     |          | 0–0          | 6–2       | 2–1   |
| Magyarország | 2–1      |              | 8–1       | 1–2   |
| Luxemburg    | 1–2      | 2–4          |           | 1–3   |
| Wales        | 1–0      | 2–0          | 5–0       |       |

| 1974. szeptember 4. 19:30 |

| Ausztria             | 2–1               | Wales         |
| -------------------- | ----------------- | ------------- |
| Kreuz 63' Krankl 75' | (0–1) Jegyzőkönyv | Griffiths 35' |

| Práter stadion, Bécs Nézőszám: 30 795 Játékvezető: Doğan Babacan (török) |

| 1974. október 13. 15:45 |

| Luxemburg                  | 2–4               | Magyarország                        |
| -------------------------- | ----------------- | ----------------------------------- |
| Dussier 14' 43' (11-esből) | (1–2) Jegyzőkönyv | Horváth 18' Nagy 29' 55' Bálint 71' |

| Stade Municipal, Luxembourg Nézőszám: 3326 Játékvezető: Magnus Pétursson (izlandi) |

| 1974. október 30. 19:30 |

| Wales                     | 2–0               | Magyarország |
| ------------------------- | ----------------- | ------------ |
| Griffiths 57' Toshack 87' | (0–0) Jegyzőkönyv |              |

| Ninian Park, Cardiff Nézőszám: 8445 Játékvezető: António da Silva Garrido (portugál) |

| 1974. november 20. 19:30 |

| Wales                                                        | 5–0               | Luxemburg |
| ------------------------------------------------------------ | ----------------- | --------- |
| Toshack 34' England 53' Roberts 70' Griffiths 73' Yorath 74' | (1–0) Jegyzőkönyv |           |

| Vetch Field, Swansea Nézőszám: 10 539 Játékvezető: Preben Christophersen (dán) |

| 1975. március 16. 15:30 |

| Luxemburg | 1–2               | Ausztria                  |
| --------- | ----------------- | ------------------------- |
| Braun 11' | (1–0) Jegyzőkönyv | Köglberger 58' Krankl 75' |

| Stade Municipal, Luxembourg Nézőszám: 5340 Játékvezető: Leonardus van der Kroft (holland) |

| 1975. április 2. 19:30 |

| Ausztria | 0–0         | Magyarország |
| -------- | ----------- | ------------ |
|          | Jegyzőkönyv |              |

| Práter stadion, Bécs Nézőszám: 65 674 Játékvezető: Jack Taylor (angol) |

| 1975. április 16. 17:30 |

| Magyarország    | 1–2               | Wales                   |
| --------------- | ----------------- | ----------------------- |
| Branikovits 77' | (0–1) Jegyzőkönyv | Toshack 44' Mahoney 69' |

| Népstadion, Budapest Nézőszám: 21 080 Játékvezető: Pablo Sánchez Ibáñez (spanyol) |

| 1975. május 1. 16:00 |

| Luxemburg              | 1–3               | Wales                              |
| ---------------------- | ----------------- | ---------------------------------- |
| Philipp 39' (11-esből) | (0–2) Jegyzőkönyv | Reece 24' James 32' 83' (11-esből) |

| Stade Municipal, Luxembourg Nézőszám: 3289 Játékvezető: Jan Peeters (belga) |

| 1975. szeptember 24. 17:15 |

| Magyarország           | 2–1               | Ausztria              |
| ---------------------- | ----------------- | --------------------- |
| Nyilasi 3' Pusztai 33' | (2–0) Jegyzőkönyv | Krankl 17' (11-esből) |

| Népstadion, Budapest Nézőszám: 31 270 Játékvezető: René Vigliani (francia) |

| 1975. október 15. 19:00 |

| Ausztria                                                     | 6–2               | Luxemburg            |
| ------------------------------------------------------------ | ----------------- | -------------------- |
| Welzl 1' 46' Krankl 38' 76' (11-esből) Jara 41' Prohaska 80' | (3–2) Jegyzőkönyv | Braun 5' Philipp 32' |

| Práter stadion, Bécs Nézőszám: 14 499 Játékvezető: Miroslav Kopal (csehszlovák) |

| 1975. október 19. 13:30 |

| Magyarország                                                 | 8–1               | Luxemburg   |
| ------------------------------------------------------------ | ----------------- | ----------- |
| Pintér 13' Nyilasi 21' 32' 44' 57' 67' Wollek 78' Várady 84' | (4–0) Jegyzőkönyv | Dussier 83' |

| Rohonci úti stadion, Szombathely Nézőszám: 7503 Játékvezető: Nikola Dudin (bolgár) |

| 1975. november 19. 19:30 |

| Wales         | 1–0               | Ausztria |
| ------------- | ----------------- | -------- |
| Griffiths 69' | (0–0) Jegyzőkönyv |          |

| The Racecourse Ground, Wrexham Nézőszám: 27 578 Játékvezető: Sergio Gonella (olasz) |

### 3. csoport
| Csapat         | M | Gy | D | V | G+ | G– | Gk  | P  |
| -------------- | - | -- | - | - | -- | -- | --- | -- |
| Jugoszlávia    | 6 | 5  | 0 | 1 | 12 | 4  | +8  | 10 |
| Észak-Írország | 6 | 3  | 0 | 3 | 8  | 5  | +3  | 6  |
| Svédország     | 6 | 3  | 0 | 3 | 8  | 9  | −1  | 6  |
| Norvégia       | 6 | 1  | 0 | 5 | 5  | 15 | −10 | 2  |

|                | Észak-Írország | Norvégia | Svédország | Jugoszlávia |
| -------------- | -------------- | -------- | ---------- | ----------- |
| Észak-Írország |                | 3–0      | 1–2        | 1–0         |
| Norvégia       | 2–1            |          | 0–2        | 1–3         |
| Svédország     | 0–2            | 3–1      |            | 1–2         |
| Jugoszlávia    | 1–0            | 3–1      | 3–0        |             |

| 1974. szeptember 4. 19:00 |

| Norvégia     | 2–1               | Észak-Írország |
| ------------ | ----------------- | -------------- |
| Lund 59' 72' | (0–1) Jegyzőkönyv | Finney 3'      |

| Ullevaal, Oslo Nézőszám: 7192 Játékvezető: Alfred Delcourt (belga) |

| 1974. október 30. 19:00 |

| Jugoszlávia                    | 3–1               | Norvégia |
| ------------------------------ | ----------------- | -------- |
| Vukotić 43' Katalinski 58' 72' | (1–1) Jegyzőkönyv | Lund 36' |

| Stadion JNA, Belgrád Nézőszám: 9910 Játékvezető: Antoine Queudeville (luxemburgi) |

| 1974. október 30. 19:00 |

| Svédország | 0–2               | Észak-Írország         |
| ---------- | ----------------- | ---------------------- |
|            | (0–2) Jegyzőkönyv | Nicholl 7' O'Neill 23' |

| Råsunda Stadion, Solna (Stockholm) Nézőszám: 18 131 Játékvezető: Theodorus Boosten (holland) |

| 1975. április 16. 17:00 |

| Észak-Írország | 1–0               | Jugoszlávia |
| -------------- | ----------------- | ----------- |
| Hamilton 22'   | (1–0) Jegyzőkönyv |             |

| Windsor Park, Belfast Nézőszám: 25 847 Játékvezető: Robert Wurtz (francia) |

| 1975. június 4. 19:00 |

| Svédország  | 1–2               | Jugoszlávia               |
| ----------- | ----------------- | ------------------------- |
| Edström 17' | (1–1) Jegyzőkönyv | Katalinski 40' Ivezić 77' |

| Råsunda Stadion, Solna(Stockholm) Nézőszám: 27 250 Játékvezető: Vital Loraux (belga) |

| 1975. június 9. 19:00 |

| Norvégia     | 1–3               | Jugoszlávia                         |
| ------------ | ----------------- | ----------------------------------- |
| Thunberg 65' | (0–3) Jegyzőkönyv | Buljan 12' Bogićević 13' Šurjak 25' |

| Ullevaal, Oslo Nézőszám: 21 843 Játékvezető: Edgar Pedersen (dán) |

| 1975. június 30. 19:00 |

| Svédország                           | 3–1               | Norvégia             |
| ------------------------------------ | ----------------- | -------------------- |
| Nordahl 33' 56' Grahn 65' (11-esből) | (1–0) Jegyzőkönyv | Olsen 54' (11-esből) |

| Råsunda Stadion, Solna (Stockholm) Nézőszám: 9580 Játékvezető: Rudolf Glöckner (keletnémet) |

| 1975. augusztus 13. 19:00 |

| Norvégia | 0–2               | Svédország               |
| -------- | ----------------- | ------------------------ |
|          | (0–1) Jegyzőkönyv | Sandberg 30' Sjöberg 53' |

| Ullevaal, Oslo Nézőszám: 18 011 Játékvezető: Anders Mattsson (finn) |

| 1975. szeptember 3. 17:30 |

| Észak-Írország | 1–2               | Svédország                  |
| -------------- | ----------------- | --------------------------- |
| Hunter 32'     | (1–1) Jegyzőkönyv | Sjöberg 44' Torstensson 55' |

| Windsor Park, Belfast Nézőszám: 14 622 Játékvezető: Hans-Joachim Weyland (nyugatnémet) |

| 1975. október 15. 18:00 |

| Jugoszlávia                    | 3–0               | Svédország |
| ------------------------------ | ----------------- | ---------- |
| Oblak 18' Vladić 50' Vabec 53' | (1–0) Jegyzőkönyv |            |

| Stadion Dinamo, Zágráb Nézőszám: 29 836 Játékvezető: Walter Hungerbühler (svájci) |

| 1975. október 29. 14:30 |

| Észak-Írország                    | 3–0               | Norvégia |
| --------------------------------- | ----------------- | -------- |
| Morgan 2' McIlroy 5' Hamilton 53' | (2–0) Jegyzőkönyv |          |

| Windsor Park, Belfast Nézőszám: 8923 Játékvezető: Guðjón Finnbogason (izlandi) |

| 1975. november 19. 18:00 |

| Jugoszlávia | 1–0               | Észak-Írország |
| ----------- | ----------------- | -------------- |
| Oblak 21'   | (1–0) Jegyzőkönyv |                |

| Stadion JNA, Belgrád Nézőszám: 21 545 Játékvezető: Antonio Camacho Jiménez (spanyol) |

### 4. csoport
| Csapat        | M | Gy | D | V | G+ | G– | Gk  | P |
| ------------- | - | -- | - | - | -- | -- | --- | - |
| Spanyolország | 6 | 3  | 3 | 0 | 10 | 6  | +4  | 9 |
| Románia       | 6 | 1  | 5 | 0 | 11 | 6  | +5  | 7 |
| Skócia        | 6 | 2  | 3 | 1 | 8  | 6  | +2  | 7 |
| Dánia         | 6 | 0  | 1 | 5 | 3  | 14 | −11 | 1 |

|               | Dánia | Románia | Skócia | Spanyolország |
| ------------- | ----- | ------- | ------ | ------------- |
| Dánia         |       | 0–0     | 0–1    | 1–2           |
| Románia       | 6–1   |         | 1–1    | 2–2           |
| Skócia        | 3–1   | 1–1     |        | 1–2           |
| Spanyolország | 2–0   | 1–1     | 1–1    |               |

| 1974. szeptember 25. 19:00 |

| Dánia                  | 1–2               | Spanyolország                                 |
| ---------------------- | ----------------- | --------------------------------------------- |
| Nygaard 48' (11-esből) | (0–1) Jegyzőkönyv | Claramunt 27' (11-esből) Roberto Martínez 40' |

| Idrætsparken Stadion, Koppenhága Nézőszám: 27 300 Játékvezető: John Carpenter |

| 1974. október 13. 13:30 |

| Dánia | 0–0         | Románia |
| ----- | ----------- | ------- |
|       | Jegyzőkönyv |         |

| Idrætsparken Stadion, Koppenhága Nézőszám: 15 700 Játékvezető: Ferdinand Biwersi (nyugatnémet) |

| 1974. november 20. 20:00 |

| Skócia      | 1–2               | Spanyolország |
| ----------- | ----------------- | ------------- |
| Bremner 10' | (1–1) Jegyzőkönyv | Quini 36' 60' |

| Hampden Park, Glasgow Nézőszám: 94 331 Játékvezető: Erich Linemayr (osztrák) |

| 1975. február 5. 20:30 |

| Spanyolország | 1–1               | Skócia    |
| ------------- | ----------------- | --------- |
| Megido 67'    | (0–1) Jegyzőkönyv | Jordan 1' |

| Estadio Luis Casanova, Valencia Nézőszám: 40 952 Játékvezető: Alfred Delcourt (belga) |

| 1975. április 17. 20:30 |

| Spanyolország | 1–1               | Románia    |
| ------------- | ----------------- | ---------- |
| Velázquez 5'  | (1–0) Jegyzőkönyv | Crişan 70' |

| Estadio Santiago Bernabéu, Madrid Nézőszám: 54 660 Játékvezető: Charles Corver (holland) |

| 1975. május 11. 17:00 |

| Románia                                               | 6–1               | Dánia    |
| ----------------------------------------------------- | ----------------- | -------- |
| Georgescu 28' 76' Crişan 40' 59' Lucescu 83' Dinu 85' | (2–0) Jegyzőkönyv | Dahl 86' |

| Stadionul 23. August, Bucharest Nézőszám: 60 000 Játékvezető: Nikolaos Zlatanos (görög) |

| 1975. június 1. 17:30 |

| Románia       | 1–1               | Skócia      |
| ------------- | ----------------- | ----------- |
| Georgescu 21' | (1–0) Jegyzőkönyv | McQueen 89' |

| Stadionul 23. August, Bucharest Nézőszám: 52 203 Játékvezető: Ertuğrul Dilek (török) |

| 1975. szeptember 3. 19:00 |

| Dánia | 0–1               | Skócia     |
| ----- | ----------------- | ---------- |
|       | (0–0) Jegyzőkönyv | Harper 51' |

| Idrætsparken Stadion, Koppenhága Nézőszám: 40 300 Játékvezető: Robert Schaut (belga) |

| 1975. október 12. 20:30 |

| Spanyolország       | 2–0               | Dánia |
| ------------------- | ----------------- | ----- |
| Pirri 40' Capón 85' | (1–0) Jegyzőkönyv |       |

| Estadio Sarriá, Barcelona Nézőszám: 6869 Játékvezető: Paul Bonett (máltai) |

| 1975. október 29. 20:00 |

| Skócia                                | 3–1               | Dánia       |
| ------------------------------------- | ----------------- | ----------- |
| Dalglish 47' Rioch 53' MacDougall 60' | (0–1) Jegyzőkönyv | Bastrup 15' |

| Hampden Park, Glasgow Nézőszám: 48 021 Játékvezető: Rolf Nyhus (norvég) |

| 1975. november 16. 14:00 |

| Románia                                 | 2–2               | Spanyolország             |
| --------------------------------------- | ----------------- | ------------------------- |
| Georgescu 72' (11-esből) Iordănescu 80' | (0–1) Jegyzőkönyv | Villar 38' Santillana 56' |

| Stadionul 23. August, Bucharest Nézőszám: 45 381 Játékvezető: Hans-Joachim Weyland (nyugatnémet) |

| 1975. december 17. 20:00 |

| Skócia    | 1–1               | Románia    |
| --------- | ----------------- | ---------- |
| Rioch 40' | (1–0) Jegyzőkönyv | Crişan 73' |

| Hampden Park, Glasgow Nézőszám: 11 375 Játékvezető: Adolf Prokop (keletnémet) |

### 5. csoport
| Csapat        | M | Gy | D | V | G+ | G– | Gk  | P |
| ------------- | - | -- | - | - | -- | -- | --- | - |
| Hollandia     | 6 | 4  | 0 | 2 | 14 | 8  | +6  | 8 |
| Lengyelország | 6 | 3  | 2 | 1 | 9  | 5  | +4  | 8 |
| Olaszország   | 6 | 2  | 3 | 1 | 3  | 3  | 0   | 7 |
| Finnország    | 6 | 0  | 1 | 5 | 3  | 13 | −10 | 1 |

|               | Finnország | Olaszország | Hollandia | Lengyelország |
| ------------- | ---------- | ----------- | --------- | ------------- |
| Finnország    |            | 0–1         | 1–3       | 1–2           |
| Olaszország   | 0–0        |             | 1–0       | 0–0           |
| Hollandia     | 4–1        | 3–1         |           | 3–0           |
| Lengyelország | 3–0        | 0–0         | 4–1       |               |

| 1974. szeptember 1. 15:00 |

| Finnország | 1–2               | Lengyelország         |
| ---------- | ----------------- | --------------------- |
| Rahja 4'   | (1–1) Jegyzőkönyv | Szarmach 23' Lato 50' |

| Olympiastadion, Helsinki Nézőszám: 18 759 Játékvezető: John Paterson (skót) |

| 1974. szeptember 25. 18:30 |

| Finnország | 1–3               | Hollandia                               |
| ---------- | ----------------- | --------------------------------------- |
| Rahja 16'  | (1–2) Jegyzőkönyv | Cruijff 28' 40' Neeskens 51' (11-esből) |

| Olympiastadion, Helsinki Nézőszám: 20 449 Játékvezető: Wolfgang Riedel (keletnémet) |

| 1974. október 9. 14:30 |

| Lengyelország                       | 3–0               | Finnország |
| ----------------------------------- | ----------------- | ---------- |
| Kasperczak 13' Gadocha 15' Lato 53' | (2–0) Jegyzőkönyv |            |

| Stadion Warty, Poznań Nézőszám: 38 724 Játékvezető: Dušan Maksimović (jugoszláv) |

| 1974. november 20. 20:30 |

| Hollandia                       | 3–1               | Olaszország   |
| ------------------------------- | ----------------- | ------------- |
| Rensenbrink 24' Cruijff 64' 80' | (1–1) Jegyzőkönyv | Boninsegna 5' |

| Stadion Feyenoord (De Kuip), Rotterdam Nézőszám: 58 463 Játékvezető: Pavel Kazakov |

| 1975. április 19. 15:30 |

| Olaszország | 0–0         | Lengyelország |
| ----------- | ----------- | ------------- |
|             | Jegyzőkönyv |               |

| Olimpiai Stadion, Róma Nézőszám: 66 048 Játékvezető: Robert Héliès (francia) |

| 1975. június 5. 19:00 |

| Finnország | 0–1         | Olaszország              |
| ---------- | ----------- | ------------------------ |
|            | Jegyzőkönyv | Chinaglia 26' (11-esből) |

| Olympiastadion, Helsinki Nézőszám: 17 732 Játékvezető: Walter Eschweiler (nyugatnémet) |

| 1975. szeptember 3. 20:00 |

| Hollandia                             | 4–1               | Finnország     |
| ------------------------------------- | ----------------- | -------------- |
| van der Kuijlen 29' 35' 55' Lubse 48' | (2–1) Jegyzőkönyv | Paatelainen 9' |

| Stadion de Goffert, Nijmegen Nézőszám: 19 189 Játékvezető: Eric Smyton (északír) |

| 1975. szeptember 10. 17:30 |

| Lengyelország                         | 4–1               | Hollandia          |
| ------------------------------------- | ----------------- | ------------------ |
| Lato 14' Gadocha 44' Szarmach 63' 77' | (2–0) Jegyzőkönyv | van de Kerkhof 81' |

| Stadion Śląski, Chorzów Nézőszám: 70 409 Játékvezető: Patrick Partridge (angol) |

| 1975. szeptember 27. 16:30 |

| Olaszország | 0–0         | Finnország |
| ----------- | ----------- | ---------- |
|             | Jegyzőkönyv |            |

| Olimpiai Stadion, Róma Nézőszám: 29 203 Játékvezető: Costas Xanthoulis (ciprusi) |

| 1975. október 15. 20:15 |

| Hollandia                           | 3–0               | Lengyelország |
| ----------------------------------- | ----------------- | ------------- |
| Neeskens 16' Geels 47' Thijssen 59' | (1–0) Jegyzőkönyv |               |

| Olympisch Stadion, Amsterdam Nézőszám: 56 030 Játékvezető: Palotai Károly (magyar) |

| 1975. október 26. 14:00 |

| Lengyelország | 0–0         | Olaszország |
| ------------- | ----------- | ----------- |
|               | Jegyzőkönyv |             |

| Stadion Dziesięciolecia, Varsó Nézőszám: 59 773 Játékvezető: Paul Schiller (osztrák) |

| 1975. november 22. 14:30 |

| Olaszország | 1–0               | Hollandia |
| ----------- | ----------------- | --------- |
| Capello 20' | (1–0) Jegyzőkönyv |           |

| Olimpiai Stadion, Róma Nézőszám: 33 307 Játékvezető: Robert Schaut (belga) |

### 6. csoport
| Csapat      | M | Gy | D | V | G+ | G– | Gk | P |
| ----------- | - | -- | - | - | -- | -- | -- | - |
| Szovjetunió | 6 | 4  | 0 | 2 | 10 | 6  | +4 | 8 |
| Írország    | 6 | 3  | 1 | 2 | 11 | 5  | +6 | 7 |
| Törökország | 6 | 2  | 2 | 2 | 5  | 10 | −5 | 6 |
| Svájc       | 6 | 1  | 1 | 4 | 5  | 10 | −5 | 3 |

|             | Írország | Szovjetunió | Svájc | Törökország |
| ----------- | -------- | ----------- | ----- | ----------- |
| Írország    |          | 3–0         | 2–1   | 4–0         |
| Szovjetunió | 2–1      |             | 4–1   | 3–0         |
| Svájc       | 1–0      | 0–1         |       | 1–1         |
| Törökország | 1–1      | 1–0         | 2–1   |             |

| 1974. október 30. 15:00 |

| Írország           | 3–0               | Szovjetunió |
| ------------------ | ----------------- | ----------- |
| Givens 22' 30' 70' | (2–0) Jegyzőkönyv |             |

| Dalymount Park, Dublin Nézőszám: 31 758 Játékvezető: Erik Axelryd (svéd) |

| 1974. november 20. 20:00 |

| Törökország       | 1–1               | Írország   |
| ----------------- | ----------------- | ---------- |
| Dunne 54' (öngól) | (0–0) Jegyzőkönyv | Givens 61' |

| Atatürk Stadı, İzmir Nézőszám: 69 999 Játékvezető: Marian Srodecki (lengyel) |

| 1974. december 1. 00:00 |

| Törökország              | 2–1               | Svájc      |
| ------------------------ | ----------------- | ---------- |
| İsmail 28' O. Mehmet 85' | (1–1) Jegyzőkönyv | Schild 18' |

| Atatürk Stadı, İzmir Nézőszám: 51 410 Játékvezető: Milivoje Gugulović (jugoszláv) |

| 1975. április 2. 19:00 |

| Szovjetunió                                      | 3–0               | Törökország |
| ------------------------------------------------ | ----------------- | ----------- |
| Kolotov 25' (11-esből) 56' (11-esből) Blohin 75' | (0–0) Jegyzőkönyv |             |

| Kiev Central Stadium, Kijev Nézőszám: 74 223 Játékvezető: Robert Holley Davidson (skót) |

| 1975. április 30. 20:15 |

| Svájc      | 1–1               | Törökország  |
| ---------- | ----------------- | ------------ |
| Müller 43' | (1–0) Jegyzőkönyv | Alpaslan 54' |

| Hardturm Stadion, Zürich Nézőszám: 21 965 Játékvezető: Riccardo Lattanzi (olasz) |

| 1975. május 10. 15:30 |

| Írország             | 2–1               | Svájc      |
| -------------------- | ----------------- | ---------- |
| Martin 2' Treacy 28' | (2–0) Jegyzőkönyv | Müller 74' |

| Lansdowne Road, Dublin Nézőszám: 48 074 Játékvezető: Paul Schiller (osztrák) |

| 1975. május 18. 19:30 |

| Szovjetunió            | 2–1               | Írország |
| ---------------------- | ----------------- | -------- |
| Blohin 13' Kolotov 29' | (2–0) Jegyzőkönyv | Hand 79' |

| Kiev Central Stadium, Kijev Nézőszám: 84 480 Játékvezető: René Vigliani (francia) |

| 1975. május 21. 20:00 |

| Svájc       | 1–0               | Írország |
| ----------- | ----------------- | -------- |
| Elsener 75' | (0–0) Jegyzőkönyv |          |

| Wankdorfstadion, Bern Nézőszám: 12 793 Játékvezető: César da Luz Diaz Correia (portugál) |

| 1975. október 12. 15:00 |

| Svájc | 0–1               | Szovjetunió |
| ----- | ----------------- | ----------- |
|       | (0–0) Jegyzőkönyv | Muntyan 78' |

| Hardturm Stadion, Zürich Nézőszám: 17 887 Játékvezető: Leonardus van der Kroft (holland) |

| 1975. október 29. 15:00 |

| Írország               | 4–0               | Törökország |
| ---------------------- | ----------------- | ----------- |
| Givens 25' 28' 34' 88' | (3–0) Jegyzőkönyv |             |

| Dalymount Park, Dublin Nézőszám: 23 000 Játékvezető: Ángel Franco Martínez (spanyol) |

| 1975. november 12. 19:00 |

| Szovjetunió                                  | 4–1               | Svájc    |
| -------------------------------------------- | ----------------- | -------- |
| Konykov 13' Oniscsenko 14' 68' Veremejev 81' | (2–1) Jegyzőkönyv | Risi 45' |

| Kiev Central Stadium, Kijev Nézőszám: 24 581 Játékvezető: Klaus Ohmsen (nyugatnémet) |

| 1975. november 23. 15:00 |

| Törökország       | 1–0               | Szovjetunió |
| ----------------- | ----------------- | ----------- |
| Reskó 22' (öngól) | (1–0) Jegyzőkönyv |             |

| Atatürk Stadı, İzmir Nézőszám: 21 325 Játékvezető: Petar Nikolov (bolgár) |

### 7. csoport
| Csapat        | M | Gy | D | V | G+ | G– | Gk | P |
| ------------- | - | -- | - | - | -- | -- | -- | - |
| Belgium       | 6 | 3  | 2 | 1 | 6  | 3  | +3 | 8 |
| NDK           | 6 | 2  | 3 | 1 | 8  | 7  | +1 | 7 |
| Franciaország | 6 | 1  | 3 | 2 | 7  | 6  | +1 | 5 |
| Izland        | 6 | 1  | 2 | 3 | 3  | 8  | −5 | 4 |

|               | Belgium | Német Demokratikus Köztársaság | Franciaország | Izland |
| ------------- | ------- | ------------------------------ | ------------- | ------ |
| Belgium       |         | 1–2                            | 2–1           | 1–0    |
| NDK           | 0–0     |                                | 2–1           | 1–1    |
| Franciaország | 0–0     | 2–2                            |               | 3–0    |
| Izland        | 0–2     | 2–1                            | 0–0           |        |

| 1974. szeptember 8. 14:00 |

| Izland | 0–2               | Belgium                             |
| ------ | ----------------- | ----------------------------------- |
|        | (0–1) Jegyzőkönyv | Van Moer 39' Teugels 87' (11-esből) |

| Laugardalsvöllur, Reykjavík Nézőszám: 7540 Játékvezető: Thomas Henry Charles Reynolds (walesi) |

| 1974. október 12. 17:00 |

| NDK         | 1–1               | Izland           |
| ----------- | ----------------- | ---------------- |
| Hoffmann 7' | (1–1) Jegyzőkönyv | Hallgrímsson 25' |

| Ernst-Grube-Stadion, Magdeburg Nézőszám: 8410 Játékvezető: Svein Inge Thime (norvég) |

| 1974. október 12. 20:00 |

| Belgium                      | 2–1               | Franciaország |
| ---------------------------- | ----------------- | ------------- |
| Martens 12' Van der Elst 75' | (1–1) Jegyzőkönyv | Coste 16'     |

| Stade du Heysel, Brüsszel Nézőszám: 32 108 Játékvezető: Kenneth Howard Burns (angol) |

| 1974. november 16. 20:30 |

| Franciaország           | 2–2               | NDK                         |
| ----------------------- | ----------------- | --------------------------- |
| Guillou 80' Gallice 88' | (0–1) Jegyzőkönyv | Sparwasser 25' Kreische 57' |

| Parc des Princes, Párizs Nézőszám: 45 381 Játékvezető: Pablo Augusto Sánchez Ibáñez (spanyol) |

| 1974. december 7. 17:30 |

| NDK | 0–0         | Belgium |
| --- | ----------- | ------- |
|     | Jegyzőkönyv |         |

| Zentralstadion, Lipcse Nézőszám: 20 557 Játékvezető: Sergio Gonella (olasz) |

| 1975. május 25. 14:00 |

| Izland | 0–0         | Franciaország |
| ------ | ----------- | ------------- |
|        | Jegyzőkönyv |               |

| Laugardalsvöllur, Reykjavík Nézőszám: 7613 Játékvezető: Malcolm Wright (északír) |

| 1975. június 5. 20:00 |

| Izland                          | 2–1               | NDK            |
| ------------------------------- | ----------------- | -------------- |
| Eðvaldsson 10' Sigurvinsson 33' | (2–0) Jegyzőkönyv | Pommerenke 48' |

| Laugardalsvöllur, Reykjavík Nézőszám: 10 373 Játékvezető: Ian Foote (skót) |

| 1975. szeptember 3. 20:30 |

| Franciaország               | 3–0               | Izland |
| --------------------------- | ----------------- | ------ |
| Guillou 20' 74' Berdoll 87' | (1–0) Jegyzőkönyv |        |

| Stade Marcel Saupin, Nantes Nézőszám: 25 418 Játékvezető: Albert Victor (luxemburgi) |

| 1975. szeptember 6. 20:00 |

| Belgium     | 1–0               | Izland |
| ----------- | ----------------- | ------ |
| Lambert 43' | (1–0) Jegyzőkönyv |        |

| Stade Sclessin, Liège Nézőszám: 9371 Játékvezető: Henning Lund-Sørensen (dán) |

| 1975. szeptember 27. 20:00 |

| Belgium  | 1–2               | NDK                  |
| -------- | ----------------- | -------------------- |
| Puis 60' | (0–0) Jegyzőkönyv | Ducke 50' Häfner 71' |

| Stade Émile Versé, Anderlecht Nézőszám: 17 281 Játékvezető: Nicolae Rainea (román) |

| 1975. október 12. 14:30 |

| NDK                              | 2–1               | Franciaország |
| -------------------------------- | ----------------- | ------------- |
| Streich 55' Vogel 77' (11-esből) | (0–0) Jegyzőkönyv | Bathenay 50'  |

| Zentralstadion, Lipcse Nézőszám: 28 544 Játékvezető: Erik Fredriksson (svéd) |

| 1975. november 15. 20:30 |

| Franciaország | 0–0         | Belgium |
| ------------- | ----------- | ------- |
|               | Jegyzőkönyv |         |

| Parc des Princes, Párizs Nézőszám: 35 547 Játékvezető: Robert Holley Davidson (skót) |

### 8. csoport
| Csapat      | M | Gy | D | V | G+ | G– | Gk  | P |
| ----------- | - | -- | - | - | -- | -- | --- | - |
| NSZK        | 6 | 3  | 3 | 0 | 14 | 4  | +10 | 9 |
| Görögország | 6 | 2  | 3 | 1 | 12 | 9  | +3  | 7 |
| Bulgária    | 6 | 2  | 2 | 2 | 12 | 7  | +5  | 6 |
| Málta       | 6 | 1  | 0 | 5 | 2  | 20 | −18 | 2 |

|             | Bulgária | Görögország | Málta | Nyugat-Németország |
| ----------- | -------- | ----------- | ----- | ------------------ |
| Bulgária    |          | 3–3         | 5–0   | 1–1                |
| Görögország | 2–1      |             | 4–0   | 2–2                |
| Málta       | 0–2      | 2–0         |       | 0–1                |
| NSZK        | 1–0      | 1–1         | 8–0   |                    |

| 1974. október 13. 16:00 |

| Bulgária               | 3–3               | Görögország                               |
| ---------------------- | ----------------- | ----------------------------------------- |
| Bonev 2' Denev 27' 29' | (3–1) Jegyzőkönyv | Antoniadis 28' Papaioannou 86' Glezos 88' |

| Vasil Levski Stadium, Szófia Nézőszám: 14 291 Játékvezető: Alberto Michelotti (olasz) |

| 1974. november 20. 16:00 |

| Görögország                    | 2–2               | NSZK                    |
| ------------------------------ | ----------------- | ----------------------- |
| Delikaris 12' Eleftherakis 70' | (1–0) Jegyzőkönyv | Cullmann 51' Wimmer 82' |

| Stadio Karaiskaki, Pireusz (Athén) Nézőszám: 11 425 Játékvezető: Nicolae Rainea (román) |

| 1974. december 18. 16:00 |

| Görögország               | 2–1               | Bulgária  |
| ------------------------- | ----------------- | --------- |
| Sarafis 4' Antoniadis 40' | (2–0) Jegyzőkönyv | Kolev 89' |

| Stadio Karaiskaki, Pireusz (Athén) Nézőszám: 22 328 Játékvezető: Paul Schiller (osztrák) |

| 1974. december 22. 14:30 |

| Málta | 0–1               | NSZK         |
| ----- | ----------------- | ------------ |
|       | (0–1) Jegyzőkönyv | Cullmann 44' |

| Empire Stadium, Gżira Nézőszám: 12 528 Játékvezető: Emsberger Gyula (magyar) |

| 1975. február 23. 15:30 |

| Málta                  | 2–0               | Görögország |
| ---------------------- | ----------------- | ----------- |
| Aquilina 33' Magro 70' | (1–0) Jegyzőkönyv |             |

| Empire Stadium, Gżira Nézőszám: 8621 Játékvezető: Bob Matthewson (angol) |

| 1975. április 27. 17:00 |

| Bulgária             | 1–1         | NSZK                    |
| -------------------- | ----------- | ----------------------- |
| Kolev 73' (11-esből) | Jegyzőkönyv | Ritschel 75' (11-esből) |

| Vasil Levski Stadium, Szófia Nézőszám: 47 200 Játékvezető: Jean Dubach (svájci) |

| 1975. június 4. 21:00 |

| Görögország                                                        | 4–0               | Málta |
| ------------------------------------------------------------------ | ----------------- | ----- |
| Mavros 32' Antoniadis 34' (11-esből) Iosifidis 47' Papaioannou 50' | (1–0) Jegyzőkönyv |       |

| Stadio Toumbas, Salonika Nézőszám: 16 545 Játékvezető: Marjan Rauš (jugoszláv) |

| 1975. június 11. 00:00 |

| Bulgária                                                         | 5–0               | Málta |
| ---------------------------------------------------------------- | ----------------- | ----- |
| Dimitrov 2' Denev 22' Panov 25' Bonev 68' (11-esből) Milanov 71' | (3–0) Jegyzőkönyv |       |

| Vasil Levski Stadium, Szófia Nézőszám: 27 560 Játékvezető: Michal Jursa (csehszlovák) |

| 1975. október 11. 20:30 |

| NSZK         | 1–1               | Görögország   |
| ------------ | ----------------- | ------------- |
| Heynckes 67' | (0–0) Jegyzőkönyv | Delikaris 79' |

| Rheinstadion, Düsseldorf Nézőszám: 61 252 Játékvezető: Clive Thomas (walesi) |

| 1975. november 19. 15:00 |

| NSZK         | 1–0               | Bulgária |
| ------------ | ----------------- | -------- |
| Heynckes 65' | (0–0) Jegyzőkönyv |          |

| Neckarstadion, Stuttgart Nézőszám: 68 819 Játékvezető: Alistair McKenzie (skót) |

| 1975. december 21. 14:30 |

| Málta | 0–2               | Bulgária               |
| ----- | ----------------- | ---------------------- |
|       | (0–0) Jegyzőkönyv | Panov 69' Iordanov 88' |

| Empire Stadium, Gżira Nézőszám: 7174 Játékvezető: Norbert Rolles (luxemburgi) |

| 1976. február 28. 15:30 |

| NSZK                                                                          | 8–0               | Málta |
| ----------------------------------------------------------------------------- | ----------------- | ----- |
| Worm 6' 27' Heynckes 34' 58' Beer 41' (11-esből) 77' Vogts 82' Hölzenbein 87' | (3–0) Jegyzőkönyv |       |

| Westfalenstadion, Dortmund Nézőszám: 52 248 Játékvezető: Marian Kustoń (lengyel) |

## Negyeddöntők

### Párosítások
| 1. csapat     | Össz. | 2. csapat   | 1. mérk. | 2. mérk. |
| ------------- | ----- | ----------- | -------- | -------- |
| Csehszlovákia | 4–2   | Szovjetunió | 2–0      | 2–2      |
| Jugoszlávia   | 3–1   | Wales       | 2–0      | 1–1      |
| Spanyolország | 1–3   | NSZK        | 1–1      | 0–2      |
| Hollandia     | 7–1   | Belgium     | 5–0      | 2–1      |

### 1. mérkőzések
| 1976. április 24. 18:00 |

| Csehszlovákia         | 2–0               | Szovjetunió |
| --------------------- | ----------------- | ----------- |
| Móder 34' Panenka 47' | (1–0) Jegyzőkönyv |             |

| Tehelné Pole (Slovan), Pozsony Nézőszám: 47 621 Játékvezető: Hilmi Ok (török) |

| 1976. április 24. 17:30 |

| Jugoszlávia             | 2–0               | Wales |
| ----------------------- | ----------------- | ----- |
| Vukotić 1' Popivoda 54' | (1–0) Jegyzőkönyv |       |

| Stadion Dinamo, Zágráb Nézőszám: 36 917 Játékvezető: Paul Schiller (osztrák) |

| 1976. április 24. 21:00 |

| Spanyolország  | 1–1               | NSZK     |
| -------------- | ----------------- | -------- |
| Santillana 21' | (1–0) Jegyzőkönyv | Beer 60' |

| Estadio Vicente Calderón, Madrid Nézőszám: 51 771 Játékvezető: Jack Taylor (angol) |

| 1976. április 25. 14:30 |

| Hollandia                                                      | 5–0               | Belgium |
| -------------------------------------------------------------- | ----------------- | ------- |
| Rijsbergen 17' Rensenbrink 27' 58' 85' Neeskens 79' (11-esből) | (2–0) Jegyzőkönyv |         |

| Stadion Feyenoord (De Kuip), Rotterdam Nézőszám: 48 706 Játékvezető: Jean Dubach (svájci) |

### 2. mérkőzések
| 1976. május 22. 19:00 |

| Szovjetunió           | 2–2               | Csehszlovákia |
| --------------------- | ----------------- | ------------- |
| Burjak 53' Blohin 87' | (0–1) Jegyzőkönyv | Móder 45' 82' |

| Kiev Central Stadium, Kijev Nézőszám: 76 495 Játékvezető: Alistair McKenzie (skót) |

Csehszlovákia jutott tovább 4–2-es összesítéssel.
| 1976. május 22. 15:00 |

| Wales     | 1–1               | Jugoszlávia               |
| --------- | ----------------- | ------------------------- |
| Evans 38' | (1–0) Jegyzőkönyv | Katalinski 19' (11-esből) |

| Ninian Park, Cardiff Nézőszám: 30 346 Játékvezető: Rudolf Glöckner (keletnémet) |

Jugoszlávia jutott tovább 3–1-es összesítéssel.
| 1976. május 22. 16:00 |

| NSZK                      | 2–0               | Spanyolország |
| ------------------------- | ----------------- | ------------- |
| Hoeneß 17' Toppmöller 43' | (2–0) Jegyzőkönyv |               |

| Olimpiai Stadion, München Nézőszám: 77 673 Játékvezető: Robert Wurtz (francia) |

Az NSZK jutott tovább 3–1-es összesítéssel.
| 1976. május 22. 20:00 |

| Belgium      | 1–2               | Hollandia           |
| ------------ | ----------------- | ------------------- |
| Van Gool 27' | (1–0) Jegyzőkönyv | Rep 61' Cruijff 77' |

| Stade du Heysel, Brüsszel Nézőszám: 19 050 Játékvezető: Alberto Michelotti (olasz) |

Hollandia jutott tovább 7–1-es összesítéssel.

## Továbbjutók
Csehszlovákia, Jugoszlávia, az NSZK és Hollandia jutott be az 1976-os Európa-bajnokság zárókörébe.